# Сухі ліси Куби
Сухі ліси Куби (ідентифікатор WWF: NT0213) — неотропічний екорегіон тропічних та субтропічних сухих широколистяних лісів, розташований на Кубі.

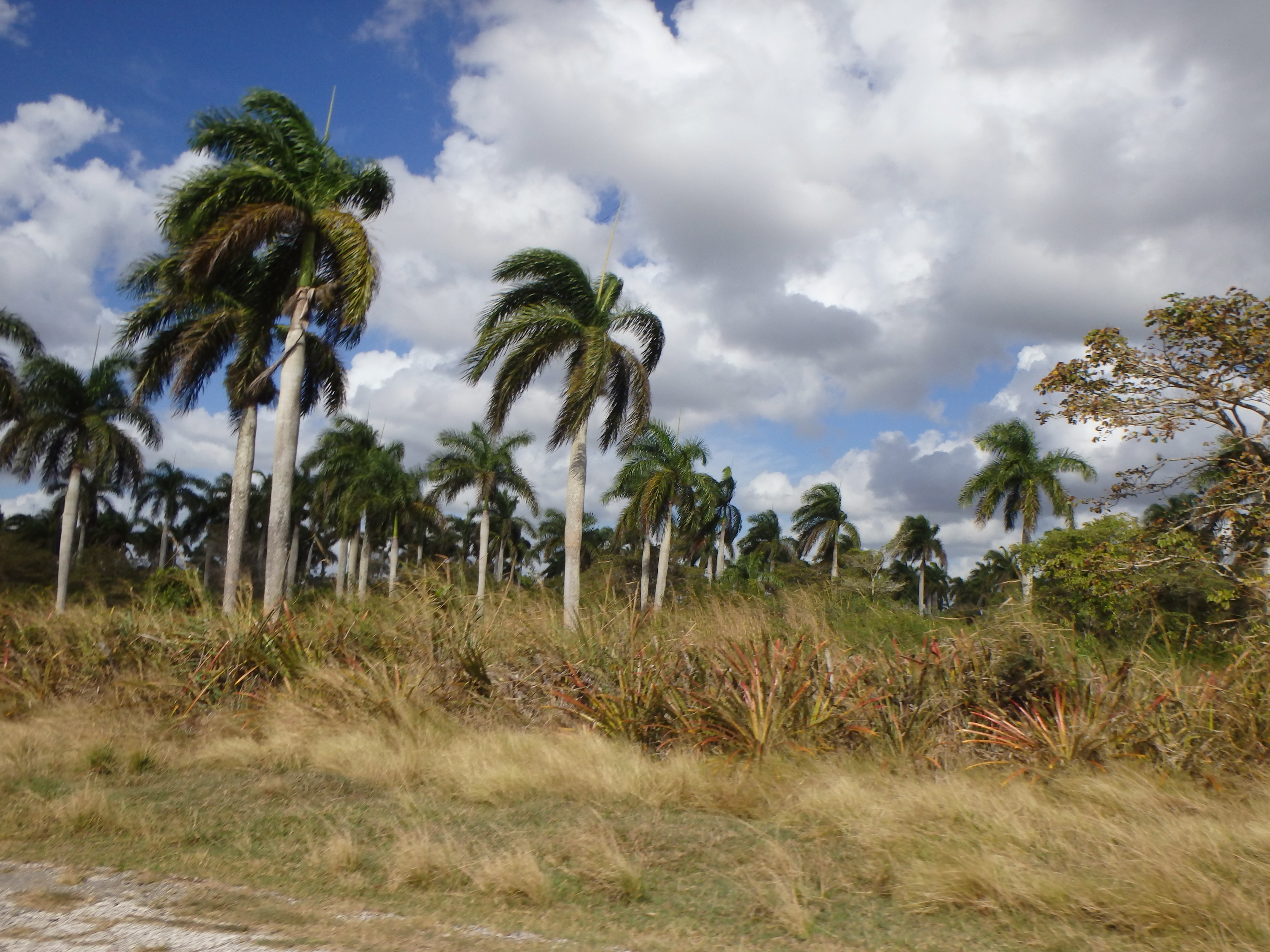
Пальмова савана в околицях Мінас (Куба)

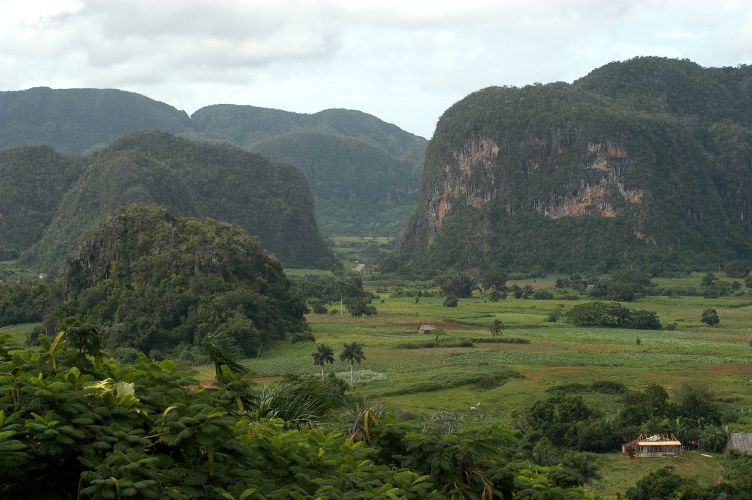
Моготе в долині Віньялес на заході Куби

## Географія
Екорегіон сухих лісів Куби охоплює більшу частину острова Куба — найбільшого острова Карибів, який лежить на південь від Флориди і є частиною групи Великих Антильських островів. Куба переважно має рівнинний рельєф. Вона простягається на 1250 км із заходу на схід, а її ширина коливається від 30 до 190 км.
Сухі ліси переважають на рівнинах і пагорбах у внутрішній частині острова, на висоті до 700 м над рівнем моря, а також у деяких прибережних районах. Крім того, вони зустрічаються на півдні острова Ісла-де-ла-Хувентуд, другого за площею острова Республіки Куба, розташованого на південь від Куби, та у деяких частинах архіпелагу Хардінес-дель-Рей, що простягається вздовж північного узбережжя Куби. У вологих гірських районах сухі ліси переходять у вологі ліси Куби, а в прибережних районах — у кактусові чагарники Куби та у мангри Великих Антильських островів.
Поширення сухих лісів на Кубі зумовлене як кліматичними, так і едафічними факторами, оскільки багато з них зустрічаються в районах, де переважають добре дреновані ґрунти, які погано утримують вологу, а також токсичні або неглибокі ґрунти. В екорегіоні зустрічаються різні типи ґрунтів — вапнякові лужні ґрунти, кислі ґрунти (у передгір'ях, у перехідній зоні до вологих лісів), карстові клінікольні та кульмінікольні ґрунти (на пагорбах моготе) та серпентінові ґрунти.

## Клімат
В межах екорегіону переважає саванний клімат (Aw за класифікацією кліматів Кеппена). Середньорічна температура в регіоні становить близько 25 °C, а середньорічна кількість опадів коливається від 1000 мм до 2000 мм.

## Флора
В межах екорегіону зустрічаються різні рослинні угруповання, розподіл яких залежить від вологості, ґрунтів та висоти над рівнем моря. Основними рослинними угрупованнями регіону є вічнозелені та напіввічнозелені сухі тропічні ліси.
Вічнозелені ліси характеризуються тим, що менше 30 % дерев в них скидають листя, а епіфітів та ліан зустрічається небагато. За довжиною листя дерев ці ліси діляться на мезофільні (13-16 см) та мікрофільні (1-6 см). Мезофільні ліси зустрічаються як в низовинах (на висоті до 400 м над рівнем моря), так і в передгір'ях (на висоті від 400 до 800 м над рівнем моря). Лісовий намет в цих лісах розташований на висоті 15-25 м над землею, однак деякі емерджентні дерева, зокрема пальми, можуть досягати 25-30 м заввишки. У лісах, поширених в передгір'ях гірського хребта Сьєрра-дель-Росаріо, розташованого на заході Куби, верхній ярус складається з широколистих агуакатільйо (Alchornea latifolia), антильських калофіллумів (Calophyllum antillanum), смердючих сідероксилонів (Sideroxylon foetidissimum) та супротивнолистих матайб (Matayba oppositifolia), а нижній ярус — з ланцетолистих оксандр (Oxandra lanceolata), лавролистих валленій (Wallenia laurifolia), білих рамунів (Trophis racemosa) та фікусів (Ficus spp.).
Вічнозелені мікрофільні ліси зазвичай поширені у прибережних районах, де переважають вапнякові ґрунти. Їх основу складають вічнозелені та листопадні дерева заввишки 5-10 м (хоча деякі види можуть виростати до 12-25 м), деякі колючі чагарники, колоноподібні або деревоподібні кактуси, інші сукуленти, а також трави, епіфіти та сухі ліани. Серед дерев, що переважають у вічнозелених мікрофільних лісах, слід відзначити колючу буціду (Bucida molinetii), білий коричник (Canella winterana), священне гуаякове дерево (Guaiacum sanctum), блискуче крабове дерево (Gymnanthes lucida), чорнильне дерево (Hypelate trifoliata), несправжній тамаринд (Lysiloma latisiliquum), карибське отруйне дерево (Metopium toxiferum), гумбо-лімбо (Bursera simaruba), гіменею Торре (Hymenaea torrei), голубину сливу (Coccoloba diversifolia) та різні види сріблястих пальм (Coccothrinax spp.). В підліску цих лісів зустрічаються опунції Ділленіуса (Opuntia dillenii).
У напіввічнозелених або напівлистяних лісах близько половини (45-60 %) дерев є вічнозеленими, а інша половина скидає листя під час сухого сезону. Окрім дерев, в цих лісах зустрічаються чагарники, епіфіти, деякі трав'янисті рослини та багато ліан. Дерева у типових напіввічнозелених лісах зазвичай мезофільні, із середньою довжиною листя 13-26 см. Вони швидко ростуть завдяки рясним літнім дощам. Дерева, що належать до верхнього ярусу, зазвичай досягають 15-20 м у висоту, однак деякі пальми можуть досягати 25 м заввишки, а інші емерджентні дерева можуть виростати до 30 м. Другий ярус складається з листяних та склерофільних вічнозелених дерев. Серед дерев, що зазвичай складають верхній ярус типових напіввічнозелених лісів, слід відзначити гумбо-лімбо (Bursera simaruba), духмяну кедрелу (Cedrela odorata), білосніжний калофіллум (Calycophyllum candidissimum), бавовняне дерево (Ceiba pentandra), кубинську кордію (Cordia gerascanthus), липку кордію (Cordia collococca), вільхолистий сідероксилон (Sideroxylon salicifolium), вест-індійське червоне дерево (Swietenia mahagoni), мартиніцький сідероксилон (Zanthoxylum martinicense), трижилковий каркас (Celtis trinervia) та кубинську королівську пальму (Roystonea regia), а серед дерев, поширених у другому ярусі, — шорстку казеарію (Casearia hirsuta), американську купанію (Cupania americana), американське мускусне дерево (Guarea guidonia), ланцетолисту оксандру (Oxandra lanceolata) та гаванську тріхілію (Trichilia havanensis). Ґрунти у напіввічнозелених лісах — це переважно червоні та чорні рендзини або буроземи. 
Окрім типових напіввічнозелених лісів на Кубі також зустрічаються перемінно-вологі мезофільні напіввічнозелені ліси. Лісовий намет в них розташований на висоті 8-15 м над землею, в підліску переважають дрібнолисті та колючі листяні дерева та кущі, а серед лісової підстилки зустрічаються різноманітні трав'янисті геофіти.
Особливі рослинні угруповання зустрічаються серед конічних карстових вапнякових пагорбів моготе, поширених переважно на заході Куби. Ліси, що ростуть на цих пагорбах, характеризуються нерівним лісовим наметом, розташованим на висоті 5-10 м над землею, великою кількістю пальм, сукулентів, епіфітів та ліан, а також високим флористичним різноманіттям та рівнем ендемізму. Серед рослин, поширених у лісах моготе, слід відзначити сьєрранську пальму (Gaussia princeps), кейську очеретяну пальму (Leucothrinax morrisii), вапнякову табебую (Tabebuia calcicola), кубинське коралове дерево (Erythrina cubensis), мальпігію Райта (Malpighia wrightiana), красивий мікросаговник (Microcycas calocoma) та щетинясту лантану (Lantana strigosa), а також різні види агав (Agave spp.) та лептоцереусів (Leptocereus spp.). На схилах моготе зустрічаються ділянки дуже густих чагарників, які включають кущі та дерева, що мають коріння, спеціально адаптоване до життя серед скель. Серед таких видів слід відзначити ендемічну виїмчасту пахіру (Pachira emarginata).
У перехідній зоні між сухими лісами та склерофітними чагарниками, у районах, де переважають серпентинові ґрунти, ростуть склерофільні чагарникові ліси. Ці невисокі ліси представлені двома типами: вологими склерофільними чагарниковими лісами, відомими як чарраскаль, та сухими склерофільними чагарниковими лісами, відомими як куабалес. Дерева та чагарники в лісах куабалес характеризуються дрібним, жорстким та дуже колючим листям, і виростають до 8-10 м заввишки. Також в цих лісах зустрічається багато пальм. Серед рослин, поширених в лісах куабалес, слід відзначити жовтуватий левкокротон (Leucocroton flavicans), пухирчату аннону (Annona bullata), колючу буціду (Bucida molinetii), ранню кокколобу (Coccoloba praecox), псевдокарпідій Райта (Pseudocarpidium wrightii), коронопусолистий родогерон (Rhodogeron coronopifolius) та кахальбанську агаву (Agave cajalbanensis), а також різні види коперніцій (Copernicia spp.), сріблястих пальм (Coccothrinax spp.), букшпанів (Buxus spp.), буррерій (Bourreria spp.), табебуй (Tabebuia spp.) та геттардій (Guettarda spp.)
Загалом ступінь рослинного ендемізму в сухих лісах екорегіону становить 5-10 % і є одним з найнижчих на Кубі. Виняток становлять деякі особливі рослинні угруповання — ліси моготе, прибережні мікрофільні вічнозелені ліси та ліси куабалес, характерна флора яких має вищий рівень ендемізму. В екорегіоні зустрічається 200 ендемічних видів та 11 ендемічних родів рослин. Серед центрів рослинного різноманіття, розташованих в екорегіоні, слід відзначити моготе, поширені в горах Сьєрра-де-лос-Органос та Сьєрра-дель-Росаріо в провінції Пінар-дель-Ріо на заході Куби, а також півострів Гуанахакабібес, розташований на крайньому заході острова, та серпентінові відслонення, розташовані в провінції Ольгін на сході острова.

## Фауна
Орнітофауна екорегіону нараховує близько 250 видів птахів. Серед птахів, поширених в сухих лісах Куби, слід відзначити віргінську перепелицю (Colinus virginianus), антильського голуба (Patagioenas inornata), зеленоголового голубка (Geotrygon chrysia), антильську зенаїду (Zenaida aurita), антильського анаперо (Chordeiles gundlachii), неоарктичного канюка (Buteo jamaicensis), американського боривітра (Falco sparverius), американського сича (Athene cunicularia), золотистого декола (Colaptes auratus), багамську гілу (Melanerpes superciliaris), антильського серпокрильця-крихітку (Tachornis phoenicobia), кубинського колібрі-смарагда (Riccordia ricordii), сірого тирана (Tyrannus dominicensis), темноголового тирана (Tyrannus caudifasciatus), карибського піві (Contopus caribaeus), кубинського копетона (Myiarchus sagrae), чорновусого віреона (Vireo altiloquus), карибського пересмішника (Mimus gundlachii), карибського дрозда (Turdus plumbeus), антильського гракла (Quiscalus niger), золотогорлого потроста (Tiaris olivaceus) та антильську танагру (Spindalis zena)
Більшість ендемічних птахів Куби зустрічаються як в сухих, так і у вологих тропічних лісах по всьому острову. Серед таких птахів слід відзначити кубинського колібрі-бджолу (Mellisuga helenae) — найменшого птаха світу, що важить лише 2 грами, а також синьоголового голубка (Starnoenas cyanocephala), кубинського тако (Coccyzus merlini), кубинського дрімлюгу (Antrostomus cubanensis), кубинського яструба (Astur gundlachi), кубинську сплюшку (Margarobyas lawrencii), кубинського сичика-горобця (Glaucidium siju), кубинського трогона (Priotelus temnurus), кубинського тоді (Todus multicolor), кубинського дятла (Xiphidiopicus percussus), кубинського декола (Colaptes fernandinae), кубинського амазона (Amazona leucocephala), кубинського аратингу (Psittacara euops), кубинського тирана (Tyrannus cubensis), кубинського віреона (Vireo gundlachii), кубинську ворону (Corvus nasicus), кубинського щурика (Progne cryptoleuca), жовтоголову ситівку (Teretistris fernandinae), сіроголову ситівку (Teretistris fornsi), кубинського трупіала (Icterus melanopsis), рудоплечого еполетника (Agelaius humeralis), кубинського трупіала-чернеця (Ptiloxena atroviolacea), чорну вівсянку (Melopyrrha nigra) та кубинського потроста (Phonipara canora). Дуже рідкісні карибські ворони (Corvus minutus) зустрічаються виключно в сухих лісах і пальмових саванах екорегіону. Раніше в лісах Куби зустрічалися ендемічні триколірні ари (Ara tricolor), однак вони вимерли у XIX столітті.
Більшість ссавців, поширених на Кубі, — це рукокрилі, зокрема ендемічні кубинські вечірниці (Nycticeius cubanus), кубинські жовті волохатохвости (Lasiurus insularis), волохатохвости Пфайффера (Lasiurus pfeifferi) і кубинські лійковухи (Chilonatalus macer) та майже ендемічні кубинські квіткові листоноси (Phyllonycteris poeyi), вохристі квіткоїди (Erophylla sezekorni), кубинські листокрили (Phyllops falcatus), вусані Маклея (Pteronotus macleayii) і лійковухи Жерве (Nyctiellus lepidus). Ендемічні великі кубинські лійковухи (Natalus primus) та малі кажани-гобліни (Mormopterus minutus) зустрічаються лише в сухих тропічних лісах екорегіону. Серед наземних ссавців, поширених в сухих лісах екорегіону, слід відзначити кубинську хутію (Capromys pilorides), чіпкохвосту хутію (Mysateles prehensilis) та чорнохвосту хутію (Mesocapromys melanurus).
Герпетофауна екорегіону характеризується високим різноманіттям. Серед плазунів, поширених в сухих лісах Куби, слід відзначити західнокубинського аноліса (Anolis bartschi), кубинського колючкового аноліса (Anolis pumilus), кубинську ігуану (Cyclura nubila), гуанігуанікського полоза (Arrhyton tanyplectum) та кубинського удава (Chilabothrus angulifer).

## Збереження
Близько 90 % сухих лісів Куби були знищені та замінені сільськогосподарськими угіддями або деградували та перетворилися на савани. Основними загрозами для збереження природи регіону є вирубка лісів, виробництво деревного вугілля та часті пожежі, спричинені людьми.
Оцінка 2017 року показала, що 3080 км², або 5 % екорегіону, є заповідними територіями. Природоохоронні території включають: Національний парк долини Віньялес, Національний парк Гуанахакабібес, Біосферний заповідник півострова Гуанахакабібес, Біосферний заповідник Сьєрра-дель-Росаріо та Біосферний заповідник Буена-Віста. У 1999 році долина Віньялес була внесена до списку Світової спадщини ЮНЕСКО.